# Françoise Gallimard
Françoise Gallimard, née à Paris en 1940, est une cheffe d'entreprise française.

## Biographie

### Famille
Françoise Gallimard est la fille ainée de Claude Gallimard, président des éditions Gallimard de 1976 à 1988, et de Simone Gallimard, qui dirigea le Mercure de France.
De son mariage avec Raymond Haskelle sont nés Stephen Haskell et Frederick Haskell. Elle épouse Emmanuel Tassin de Montaigu, fils d'Hubert Tassin de Montaigu (1904-1996) et de Bernadette de Quatrebarbes (1915-1978). De ce mariage sont nés Thibault de Montaigu et Alexis de Montaigu.

### Activités
Françoise Gallimard revend en 1990, tout comme son frère Christian Gallimard, les parts qu'elle détenait dans le groupe d'édition alors dirigé par son frère Antoine Gallimard : l'affaire se règle en 1992 avec la création du Groupe Madrigall.
Elle crée avec l'UNESCO en 1997, un prix pour récompenser les jeunes écrivains: le prix UNESCO-Françoise Gallimard pour des jeunes auteurs exprimant les tensions de notre époque, financé par une donation personnelle annuelle de 50 000 dollars. En 1999, après deux éditions, Françoise Gallimard souhaite, entre autres amendements, le renommer mais le conseil exécutif de l'UNESCO ne donne pas suite et le supprime en 2005 comme huit autres prix inactifs.